# Kongeørn
Kongeørnen (Aquila chrysaetos) er en rovfugl, der findes i store dele af den nordlige halvkugle inklusive dele af Nordafrika. Med sit vingefang på op til 227 centimeter hører den til blandt de største af alle rovfugle. Den er dog lidt mindre end havørnen, hvorfra den i silhuet bl.a. kan kendes på sin længere hale og mindre hoved.

## Føde
Kongeørnen jager normalt tæt på jorden, hvor den skræmmer sit bytte op. Byttet er fugle, især gæs, men også kaniner, harer, egern og ådsler, hvis muligheden byder sig.

## Dansk ynglefugl
Efter at have været forsvundet fra Danmark i mindst 150 år er kongeørnen siden 1999 igen begyndt at yngle i Danmark. Det første par ynglede i området nær Lille Vildmose i Jylland. Antallet af ynglende par er siden øget til tre ( 2013), og der er i perioden 1999-2013 i alt opfostret 27 flyvedygtige unger i landet. Kongeørnen vurderes som kritisk truet på den danske rødliste 2019.